# Daily Times (Pakistan)
Pour les articles homonymes, voir Daily Times.
Le Daily Times est un journal quotidien de langue anglaise, lancé le 9 avril 2002 et publié à Lahore, au Pakistan.

## Description
Ses deux slogans sont : Your right to know (« Votre droit de savoir ») et A new voice for a new Pakistan (« Une voix nouvelle pour un Pakistan nouveau »).
Le journal est actuellement dirigé par Najam Sethi.